# Région désignée des Inuvialuit
La région désignée des Inuvialuit, connue sous le nom d'Inuvialuit Nunangit Sannaiqtuaq en inuvialuktun, est la patrie des Inuvialuit.
Elle est située dans l'ouest de l'Arctique canadien et a été désignée en 1984 dans la Convention définitive des Inuvialuit par le gouvernement du Canada pour le peuple inuvialuit.

## Géographie
La région désignée des Inuvialuit couvre environ 435 000 km2 dans le secteur du delta du fleuve Mackenzie, de la mer de Beaufort et du golfe d'Amundsen. Elle s'étend sur 90 650 km2 de terres, incluant des droits d'exploitation du sous-sol de 12 980 km2 détenus par les Inuvialuits. En outre, par l'intermédiaire de la Société régionale inuvialuite.[Quoi ?]
La région désignée des Inuvialuit se trouve principalement au-dessus de la limite des arbres, et comprend plusieurs sous-régions : la mer de Beaufort, le delta du fleuve Mackenzie, la partie nord du Yukon (« Versant nord du Yukon ») et la partie nord-ouest des Territoires du Nord-Ouest. Elle comprend à la fois les terres de la Couronne et les terres privées des Inuvialuit.
La région désignée des Inuvialuit est l'une des quatre régions inuites du Canada, connues collectivement sous le nom d'Inuit Nunangat, représentée par l'Inuit Tapiriit Kanatami. Les autres régions sont le Nunatsiavut au Labrador, le Nunavik dans le nord du Québec et le territoire du Nunavut.

## Institutions
L'Inuvialuit Regional Corporation, créée en 1986 en tant que séquestre des terres et de la compensation financière de la Convention définitive des Inuvialuit, est contrôlée par la population inuvialuit et est responsable des opérations de la région désignée des Inuvialuit.
De 1996 à 2016, Nellie Cournoyea, ancienne Première ministre des Territoires du Nord-Ouest, a été présidente-directrice générale du conseil de l'Inuvialuit Regional Corporation. Elle avait été élue neuf fois avant de refuser de se présenter à nouveau.
En 2016, Duane Ningaqsiq Smith, a été élue pour la remplacer et a été réélue en 2019.
Dans le cadre de la Convention définitive des Inuvialuits, les Inuvialuits ont reçu du gouvernement fédéral un transfert de capitaux de 152 millions de dollars échelonné sur 14 ans.
La Pan Arctic Inuit Logistics (PAIL) est une entreprise détenue en coparticipation par les sept sociétés de développement inuit du Canada.
La base de données de la région désignée des Inuvialuit contient des descriptions de milliers de publications et de projets de recherche sur la région désignée des Inuvialuit. Il est géré par le Secrétariat conjoint — Comités des ressources renouvelables des Inuvialuit et le Système d'information scientifique et technologique de l'Arctique. Le financement provient de Shell Canada, Chevron, ConocoPhillips et de MGM Energy.

## Culture

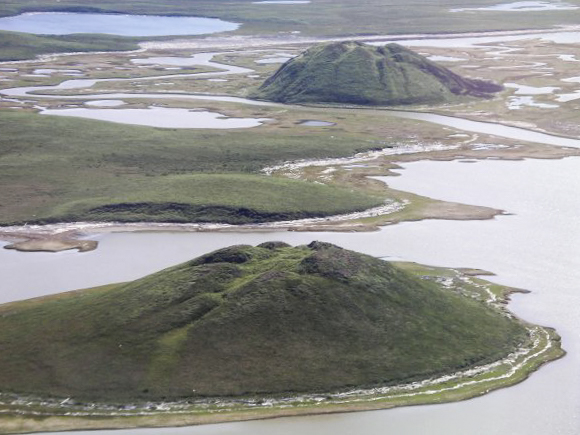
Pingos près de Tuktoyaktuk.

Lors du recensement canadien de 2016, la population de la région désignée des Inuvialuit était de 5 336 personnes, dont 3 110 étaient des Inuvialuit et formaient la majorité dans les six collectivités.
Il n'y a aucune collectivité sur le versant nord du Yukon. Les six collectivités de la région désignée des Inuvialuit, toutes sont situées dans les Territoires du Nord-Ouest et, avec Fort McPherson et Tsiigehtchic, forment la région d'Inuvik (Beaufort-Delta).
Inuvik, située sur le chenal oriental du delta du Mackenzie, à environ 100 km de l'océan Arctique, est le centre administratif de la région, qui abrite la Société régionale inuvialuit. La seule autre communauté de l'intérieur, Aklavik, est située sur le canal Peel et abrite le collège Aurora. La chasse, la pêche et le piégeage sont les principales activités économiques de Paulatuk, dans la baie de Darnley, dans le golfe d'Amundsen, et de Sachs Harbour, le seul établissement permanent de l'île Banks. Tuktoyaktuk, anciennement connu sous le nom de « Port Brabant », est situé sur la baie Kugmallit, près du delta du fleuve Mackenzie. Il possède le seul port en eau profonde de la région désignée des Inuvialuit. Ulukhaktok, anciennement connu sous le nom de « Holman », est situé sur la côte ouest de l'île Victoria. La gravure est devenue la principale source de revenus ces dernières années. L'île Herschel, qui est inhabitée, fait partie de la région désignée des Inuvialuit bien qu'au Yukon, étant traditionnellement utilisée par les Inuvialuit.
L'anglais est parlé dans toute la région. De plus, le siglitun est parlé à Paulatuk, Sachs Harbour et Tuktoyaktuk. L'uummarmiutun est parlé à Inuvik et Aklavik. L'inuinnaqtun est parlé à Ulukhaktok et nulle part ailleurs dans les Territoires du Nord-Ouest. Ensemble, ils sont regroupés comme dialectes de l'inuvialuktun. Le français est parlé par environ 5% de la population.

## Climat
| Ville         | Janvier  | Février  | Mars     | Avril    | Mai     | Juin    | Juillet | Août    | Septembre | Octobre  | Novembre | Décembre | Année    |
| ------------- | -------- | -------- | -------- | -------- | ------- | ------- | ------- | ------- | --------- | -------- | -------- | -------- | -------- |
| Aklavik       | −26,3 °C | −25,7 °C | −21,7 °C | −12,5 °C | −0,1 °C | 11,4 °C | 13,9 °C | 10,9 °C | 4,4 °C    | −7,6 °C  | −20,7 °C | −24,7 °C | −8,2 °C  |
| Inuvik        | −26,9 °C | −25,5 °C | −22,3 °C | −11,8 °C | 0,4 °C  | 11,6 °C | 14,1 °C | 11,0 °C | 3,9 °C    | −7,6 °C  | −21,1 °C | −24,1 °C | −8,2 °C  |
| Paulatuk      | −25,6 °C | −26,2 °C | −23,5 °C | −14,3 °C | −3,9 °C | 5,9 °C  | 10,1 °C | 8,7 °C  | 3,3 °C    | −6,0 °C  | −17,9 °C | −22,0 °C | −9,3 °C  |
| Sachs Harbour | −28,0 °C | −28,3 °C | −26,7 °C | −18,3 °C | −7,6 °C | 3,1 °C  | 6,6 °C  | 3,7 °C  | −1,2 °C   | −10,7 °C | −20,5 °C | −25,1 °C | −12,8 °C |
| Tuktoyaktuk   | −26,6 °C | −26,4 °C | −25,1 °C | −15,7 °C | −4,7 °C | 6,4 °C  | 11,0 °C | 8,9 °C  | 3,3 °C    | −7,4 °C  | −20,7 °C | −23,8 °C | −10,1 °C |
| Ulukhaktok    | −28,0 °C | −28,8 °C | −25,6 °C | −17,0 °C | −6,6 °C | 4,6 °C  | 9,0 °C  | 6,4 °C  | 0,9 °C    | −8,9 °C  | −19,8 °C | −25,2 °C | −11,6 °C |

## Faune

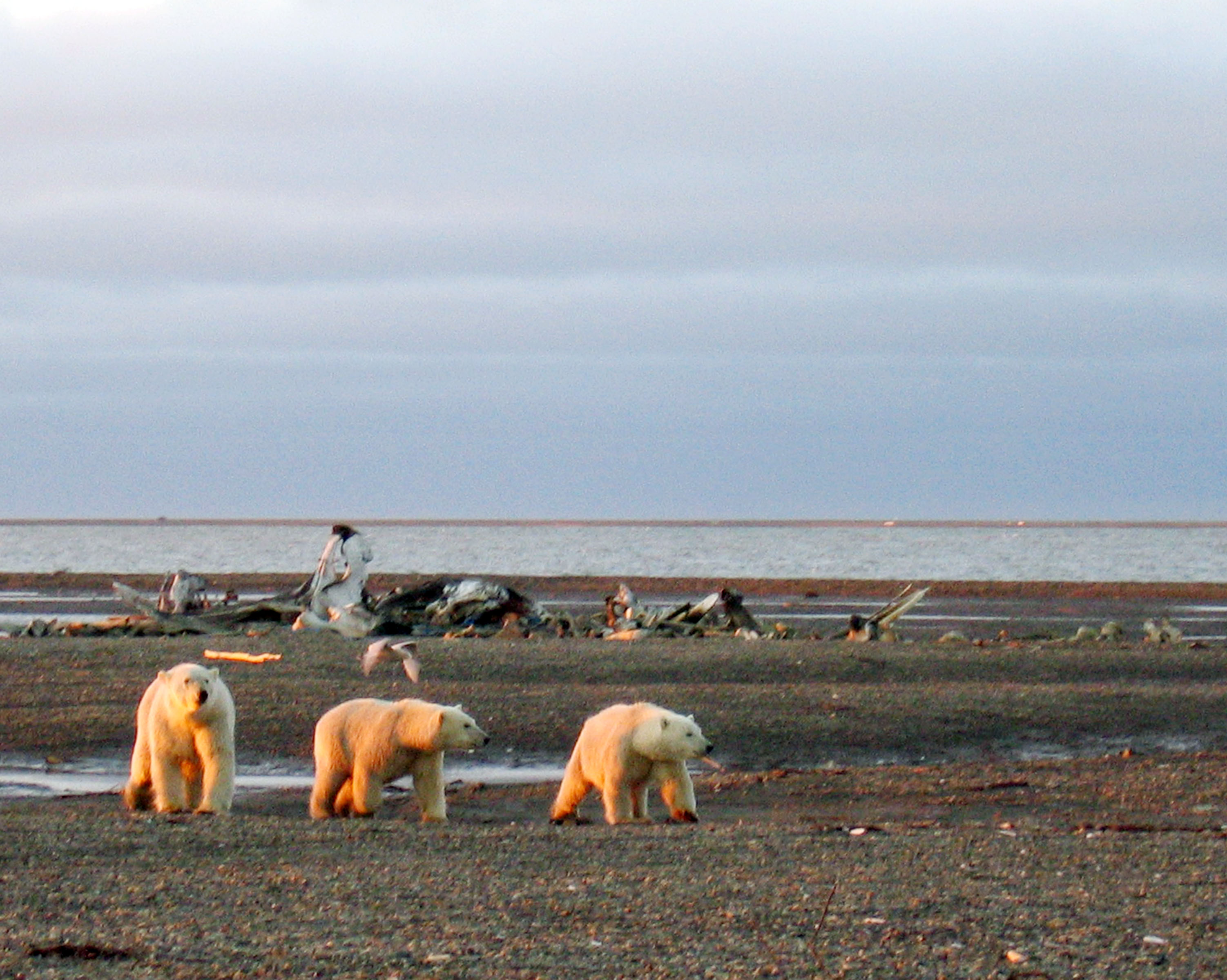
Ours polaires sur la côte de la mer de Beaufort.

Le plan de conservation et de gestion des ressources renouvelables des Inuvialuit définit la stratégie de gestion et de conservation des poissons et de la faune. La planification de la gestion intégrée des zones marines et côtières de la région est décrite dans l'Initiative de planification de la gestion intégrée de la mer de Beaufort. La faune comprend l'omble chevalier, le renard arctique, le béluga, le phoque barbu, la baleine boréale, le caribou, l'orignal, le bœuf musqué, l'ours polaire, le phoque annelé et le corégone.
La gestion des oiseaux migrateurs au sein de la région désignée des Inuvialuit est gérée par des politiques, des principes et des règlements décrits dans le rapport Conservation of Migratory Birds in the Inuvialuit Settlement Region.

## Zones protégées
Il y a plusieurs parcs protégés et sanctuaires d'oiseaux dans la région désignée des Inuvialuit. Il y a cinq parcs : le parc national Aulavik, le parc territorial de l'île Herschel, le parc national Ivvavik, le site canadien des Pingos et le parc national Tuktut Nogait. Il existe également quatre sanctuaires d'oiseaux : le refuge d'oiseaux migrateurs du delta de la rivière Anderson, le Refuge d'oiseaux no 1 de l'île Banks, le refuge d'oiseaux migrateurs du Cap-Parry et le refuge d'oiseaux migrateurs de l'Île-Kendall,.

## Ressources naturelles
Les terres privées des Inuvialuit de la région désignée des Inuvialuit sont divisées entre celles où les Inuvialuit possèdent des minéraux de surface et souterrains, et celles avec seulement des droits de surface.
La région est riche en ressources d'hydrocarbures non renouvelables. Il existe des quantités commerciales prouvées de gaz naturel, de nickel, de pétrole et de zinc.